# 赫伯罗特
赫伯罗特股份公司（德語：Hapag-Lloyd AG）是德国一家从事运输及物流业务的货柜航运公司，总部设于汉堡。它成立于1970年，由两家在19世纪便开始运营的公司合并而成：1847年创建的赫伯和1856年创建的罗特。赫伯罗特在1998年被途易收购，并在2002年成为其全资子公司。2009年，途易将其持有的多数股权出售给了私人投资者。
2014年12月16日赫伯羅德（Hapag-Lloyd）與智利南美輪船公司合併成為全球第4大船公司。

## 历史

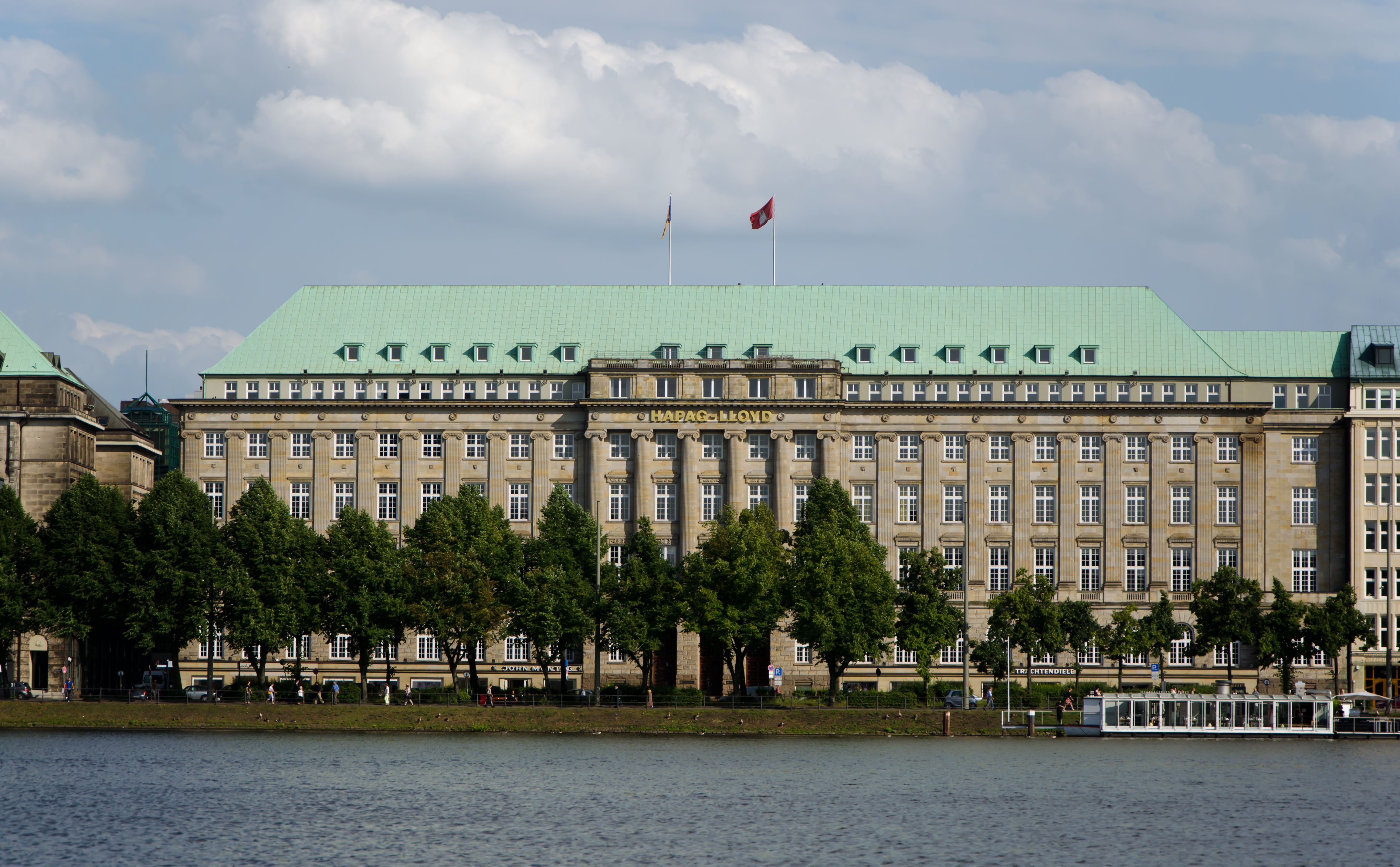
赫伯在汉堡的总部所在地，目前也是赫伯罗特的总部

### 赫伯
「赫伯」（HAPAG）的全称为汉堡－美洲行包航运股份公司（Hamburg-Amerikanische Packetfahrt-Aktien-Gesellschaft），是一家创立于汉堡的大西洋航运公司。1912年，赫伯公司开始建造它们的远洋邮轮「三巨头」，皇帝号（SS Imperator）和祖国号（SS Vaterland）先后成为当时世界上最大的客运邮轮，而在建造第三艘俾斯麦号（SS Bismarck）时正遭遇了第一次世界大战，战后由英国的白星航运公司完成，并改名雄伟号（RMS Majestic）。这也是全球第一艘重量超过50000吨和长度超过900英尺的远洋邮轮。
在第一次世界大战期间，赫伯的大部分船只都被击毁，而多数幸存的船只（包括「三巨头」）都必须作为战争赔偿上缴到战胜国。战后赫伯开始重建其船队，但数量及规模均比以往小得多，然而第二次世界大战的爆发又几乎将其船队毁灭，幸存船只也都全数上缴到同盟国。

### 罗特

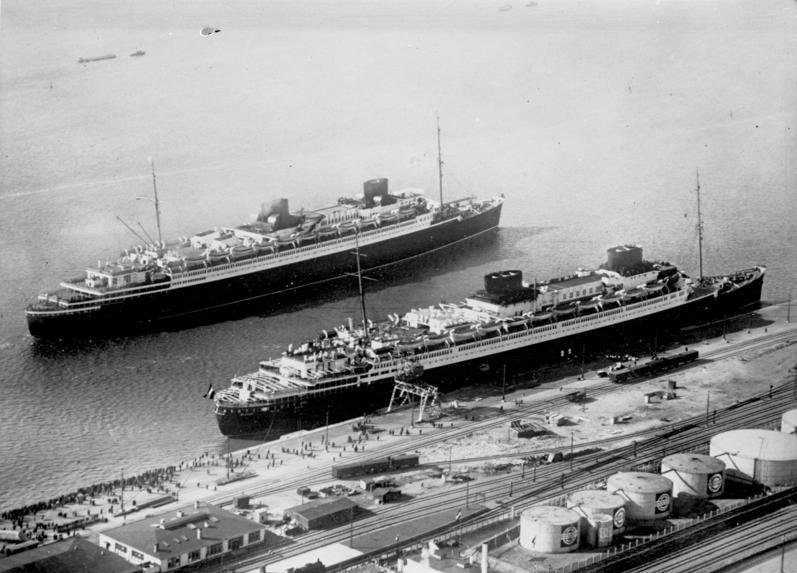
罗特的旗舰不来梅号及欧罗巴号

「罗特」（NDL）的全称为北德意志劳埃德（Norddeutscher Lloyd），于1856年创立于不来梅，主要为移民至新大陆的乘客提供往来于不来梅及纽约之间的客运及货运服务。同年6月，不来梅号（Bremen）建成，北德劳埃德利用它和此后的两艘蒸汽船在新泽西州的霍博肯创立了美国基地。罗特逐渐组建成大型的船队，将数以千万计的移民运往西方，仅在1913年的高峰期，便有24万人次的乘客通过劳特穿越大西洋。
第一次世界大战的爆发导致了罗特在霍博肯的135艘船只被扣留，而在1917年美国宣布参战后，这些船只被全数没收。同样的，霍博肯基地也被没收，并移交给了美国海军用作其转运基地。
1922年，罗特恢复运营，并通过境外资产管理者回购了其曾经的美国基地。1929年至1930年间，罗特又推出其新造的不来梅号和欧罗巴号（SS Europa）。
第二次世界大战爆发后，罗特又重复了它在一战时的命运，其船队在1941年美国参战后被全数没收。唯一例外的是不来梅号，在它作越洋航行时，于1939年在摩尔曼斯克取得保护，其后航行回不来梅，在战争期间得以保留。
1954年，罗特兼并了柏林航运公司（MS Berlin），并通过购买两艘二手邮轮开始恢复运营。其提供与以往一样的服务，但开始遭到其它交通运输方式的竞争，航空业便侵蚀了许多市场份额。这直接导致了罗特在1970年与赫伯合并。
罗特所创造的一些速度记录保持了多年。其中，易北号（Elbe）在1881年创造了由南安普顿至纽约仅用时8天的记录，直到1900年才被打破；新不来梅号也在1929年创造了横跨大西洋的最快纪录。

### 赫伯罗特

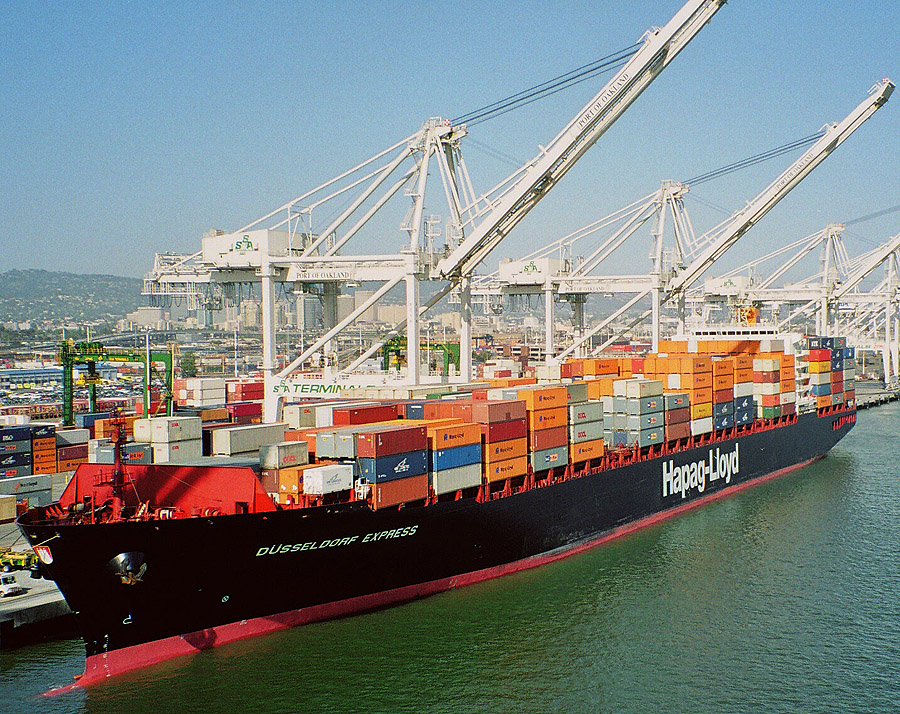
停泊在美国奥克兰港口的赫伯罗特货柜船

赫伯和罗特维持续维持竞争，直至1968年双方合资建立货柜船队，并最终于1970年9月1日以「赫伯罗特」的名义合并运营。1972年，赫伯罗特与日本邮船、商船三井、东方海外和边行海运共同组建了「特里奥联盟」（Trio），开始在欧洲和东亚之间的全货柜服务采用共同的时间表和船舶管理。
为了提高竞争力，赫伯罗特于1972年购入几架波音727客机以成立航空子公司赫伯罗特航空，为其邮轮乘客提供从德国至邮轮各航点的包机服务，并在此后逐渐加入一些定期客运航线。
赫伯罗特在1981年拥有了全球最大的货柜船法兰克福快运号（Frankfurt Express），可容纳3045个标准货柜。1997年，赫伯罗特推出伦敦快运级的第一艘船神户快运号（Kobe Express），2001年又推出了新型货柜船：4艘汉堡快运级的第1艘汉堡快运号（Hamburg Express），拥有7500个标准货柜的装载能力，两年后，这个级别的第2艘船柏林快运号（Berlin Express）也交付使用。此外，赫伯罗特在2001年还购入了汉堡阿尔滕维德货柜码头25.1%的股权。
1998年，航运联盟开始重组，日本邮船、马来西亚航运、东方海外和赫伯罗特共同组成的全新的「伟大联盟」（Grand Alliance），成为全球货柜航运业的领军联营组织。
1998年，赫伯罗特被旅游企业途易股份公司收购，并在2002年成为其全资子公司。2004年，为了提高生产效率，赫伯罗特宣布将大规模裁员和撤并机构。作为这一进程的一部分，便是将其货柜航运业务及邮轮旅游业务分拆。
2005年8月21日，途易同意以每股21.5美元的现金，比股价高出28%的溢价，总计约20亿美元的代价将加拿大太平洋航运有限公司购入赫伯罗特。并通过赫伯罗特和加拿大太平洋合并，将该公司打造成为拥有139艘船舶的全球第5大货柜航运集团（另外还有17艘正在建造中）。新公司将会为客户提供约400,000个标准货柜的船位使用，在全球拥有100多条服务航线。
2021 年 3 月，Hapag-Lloyd 宣布收购 Nile Dutch Investments B.V.，这是一家领先的往返西非的集装箱服务提供商。该交易已于 2021 年 7 月 8 日有效完成。
2021年9月28日，Hapag-Lloyd (OTCPK:HPGLY) 将收购 Container Terminal Wilhelmshaven 30% 的股份和 JadeWeserPort 的 Rail Terminal Wilhelmshaven 50% 的股份。该交易预计将在几个月内完成。

### 途易的出售

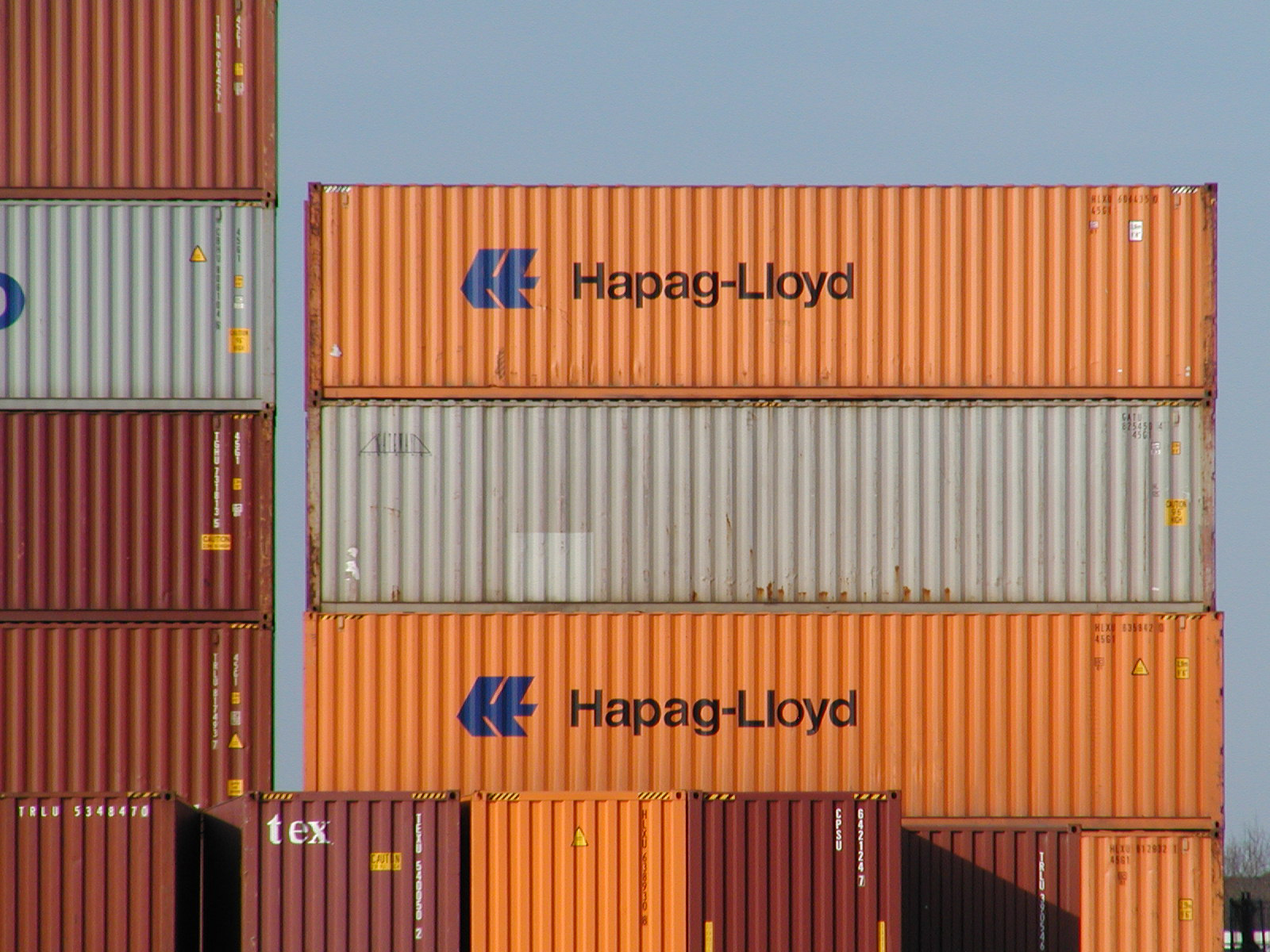
赫伯罗特的货柜

2008年3月，母公司途易宣布欲将货柜航运业务从赫伯罗特分离出售，从而把重点放在其核心的旅游业务。据媒体报道 有意接管的包括德迅物流主席克劳斯-米歇尔·库恩和沃伯格银行的执行合伙人克里斯蒂安·奥雷亚琉斯所联合组成的汉堡阿尔伯特·巴林财团、新加坡航运集团海皇东方、丹麦航运集团马士基和香港航运集团东方海外。在7月21日投标程序结束后，阿尔伯特·巴林和海皇东方都提交了具体收购方案。
然而海皇东方在经历了全球金融危机后，需要集中精力应付货柜航运市场的低迷期，于2008年10月10日正式放弃收购计划。此时舆论一致认为途易将选择「汉堡方案」。10月12日，阿尔伯特·巴林与途易监事会达成协议，以44.5亿欧元的价格收购赫伯罗特（不含赫伯罗特邮轮，它仍将是途易的全资子公司）。对此汉堡财团需先支付14亿欧元的现金以换取赫伯罗特三分之二的股权。
鉴于全球金融危机的爆发和经济形势的急转直下，收购协议在2009年10月重新作出修改。根据最初的协议，途易以7亿欧元的作价获得阿尔伯特·巴林33.33％的股份，也意味着它仍保留赫伯罗特的股份。新协议虽然没有改变44.5亿欧元的收购金额，但规定途易再作价2.1亿欧元将所持有的赫伯罗特股份从最初协议的33.33％增加到43.3%。因此，途易仍然是赫伯罗特的最大单一股东。此前野心勃勃想持有赫伯罗特25%股份并获得少数否决权地位的克劳斯-米歇尔·库恩的这一希望已破灭，最后他不得不让出10%的股份将所持有的赫伯罗特股份降至15%。同时，为了应对已陷入衰退的货柜航运业务，途易为赫伯罗特提供了高达10亿欧元的贷款担保，并注资9.23亿欧元。除了股东的注资，赫伯罗特在2009年秋天还获得了德国政府企业救助基金组织提供的12亿欧元担保。
阿尔伯特·巴林财团的成员保有在2012年之前优先购买途易持有的赫伯罗特股份的权利，但他们自2010年起便开始行使这项权利。2010年1月至9月赫伯罗特息税前收入达到了3.49亿美元，公司已不再需要政府的贷款担保，显示公司已恢复元气。同时赫伯罗特还计划发债5亿欧元，被视为全面再融资的第一步，并最终取决于赫伯罗特的经营状况。

2017年7月11日途易以每股28.75欧元，出售了持有的赫伯罗特850万股股权，套現2.444亿欧元，自2017年3月以来至此次交易之前，途易集团已在公开的市场出售600万股票，实现收入1.623亿欧元，即每股27.05欧元。也就是说，通过出售赫伯罗特股票TUI AG累计收入4.067亿欧元。

## 赫伯罗特品牌
赫伯罗特旅行社及前子公司赫伯罗特邮轮目前均为途易的业务部门，途易持有的赫伯罗特品牌还包括赫伯罗特航空及赫伯罗特快运，它们自2007年起统一使用TUIfly作为其共同品牌。目前在对外形象上仍使用赫伯罗特标识仅有一家，便是航空企业赫伯罗特快运，但它与TUIfly一直使用相同的代码和呼号，直到2010年。

## 船隊
| 船級                   | 建造年份  | 容量 (TEU) | 該級船隻數 | 備註                                                                                     |
| ---------------------- | --------- | ---------- | ---------- | ---------------------------------------------------------------------------------------- |
| 神戶快運級貨櫃船       | 1997-1998 | 4,612      | 3          | 3艘貨櫃船全數由南韓三星重工建造。                                                        |
| 達拉斯快運級貨櫃船     | 2000      | 4,890      | 7          | 7艘貨櫃船全數由南韓現代重工建造，其中3艘為高世邁航運公司的長期租船契約。                 |
| 大連快運級貨櫃船       | 2001-2003 | 7,506      | 4          | 4艘貨櫃船全數由南韓現代重工建造。                                                        |
| 都柏林快運級貨櫃船     | 2002      | 4,121      | 3          | 3艘貨櫃船全數由南韓大宇造船建造。                                                        |
| 多倫多快運級貨櫃船     | 2003      | 4,402      | 3          | 3艘貨櫃船全數由南韓大宇造船建造，其中1艘由東方海外擁有。                                 |
| 洛杉磯快運級貨櫃船     | 2003-2004 | 6,732      | 4          | 4艘貨櫃船全數由南韓現代重工建造，為Norddeutsche Reederei H. Schuldt的租船契約。          |
| 可倫坡快運級貨櫃船     | 2004-2008 | 8,749      | 8          | 8艘貨櫃船全數由南韓現代重工建造。                                                        |
| A7級貨櫃船             | 2008      | 7,323      | 8          | 8艘貨櫃船由南韓現代重工建造，原為阿拉伯聯合國家輪船擁有。                                |
| 布拉格快運級貨櫃船     | 2010      | 8,749      | 3          | 3艘貨櫃船全數由南韓現代重工建造。                                                        |
| 維也納快運級貨櫃船]    | 2010      | 8,749      | 3          | 3艘貨櫃船全數由南韓現代重工建造。                                                        |
| A13級貨櫃船            | 2011-2012 | 13,470     | 9          | 9艘貨櫃船全數由南韓三星重工建造，原為阿拉伯聯合國家輪船擁有。                            |
| 特諾級貨櫃船           | 2011-2012 | 8,004      | 7          | 7艘貨櫃船全數由南韓三星重工建造。                                                        |
| 多特蒙德快運級貨櫃船   | 2011-2014 | 13,177     | 10         | 10艘貨櫃船全數由南韓現代重工建造。                                                       |
| A15級貨櫃船            | 2014-2017 | 14,993     | 11         | 3艘貨櫃船由南韓現代重工建造，另外8艘則由現代三湖重工業建造，原為阿拉伯聯合國家輪船擁有。 |
| 科皮亞波級貨櫃船       | 2014-2015 | 9,326      | 7          | 7艘貨櫃船全數由南韓三星重工建造，原為智利南美輪船擁有。                                  |
| A19級貨櫃船            | 2015-2016 | 19,870     | 6          | 3艘貨櫃船由南韓現代重工建造，另外3艘則由現代三湖重工業建造，原為阿拉伯聯合國家輪船擁有。 |
| 瓦爾帕萊索快運級貨櫃船 | 2016-2017 | 11,519     | 5          | 5艘貨櫃船全數由南韓現代三湖重工業建造                                                    |
| 里約熱內盧快運級貨櫃船 | 2022-2023 | 13,280     | 6          | 6艘貨櫃船全數由南韓現代三湖重工業建造                                                    |

## 知名船只
货柜船

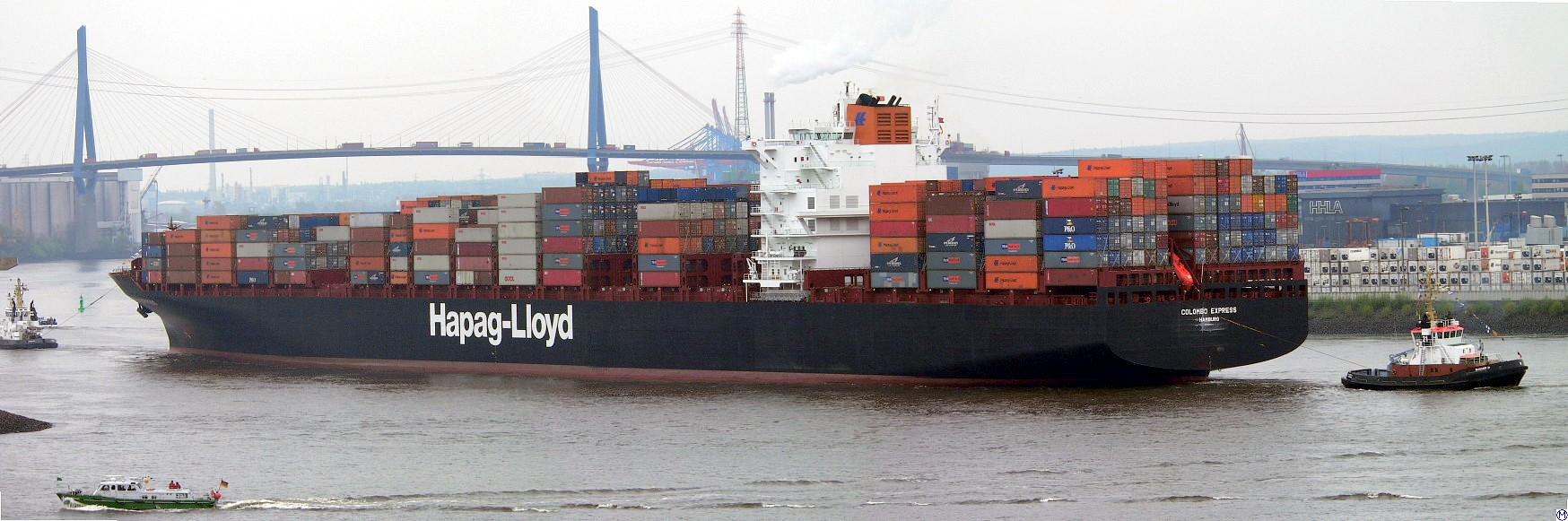
赫伯罗特的科伦坡快运号是目前全球最大的货柜船之一

- 慕尼黑号（München, 于1978年沉没）
- 科伦坡快运号（Colombo Express）
- 萨凡纳快运号（Savannah Express）
- 汉堡快运号（Hamburg Express）

训练船
- 芝加哥快运号（Chicago Express）
- 吉隆坡快运号（Kuala Lumpur Express）